# Свети Георги (Дойран)
Вижте пояснителната страница за други значения на Свети Георги.
„Свети Великомъченик Георги“ (на македонска литературна норма: „Свети Ѓорѓи“) е православна църква в град Дойран, Северна Македония. Част е от Струмишката епархия на Македонската православна църква – Охридска архиепископия.

## История
Църквата е изградена в 1911 година, след като българската екзархийска партия печели спора с гъркоманите пред властите за дойранската катедрала „Свети Илия“. Патриаршистите си построяват нова църква „Свети Георги“ от другата страна на рекичката на запад от „Свети Илия“, която става известна като Гръцката църква. Заедно с целия град „Свети Георги“ е разрушена през Първата световна война, когато Дойран е на фронтовата линия и днес е в руини.